# Accident de Thule
L'accident de Thule fou l'estavellament d'un Boeing B-52 Stratofortress de les Força Aèria dels Estats Units d'Amèrica a la base aèria de Thule a Groenlàndia el 21 de gener de 1968.

## L'accident

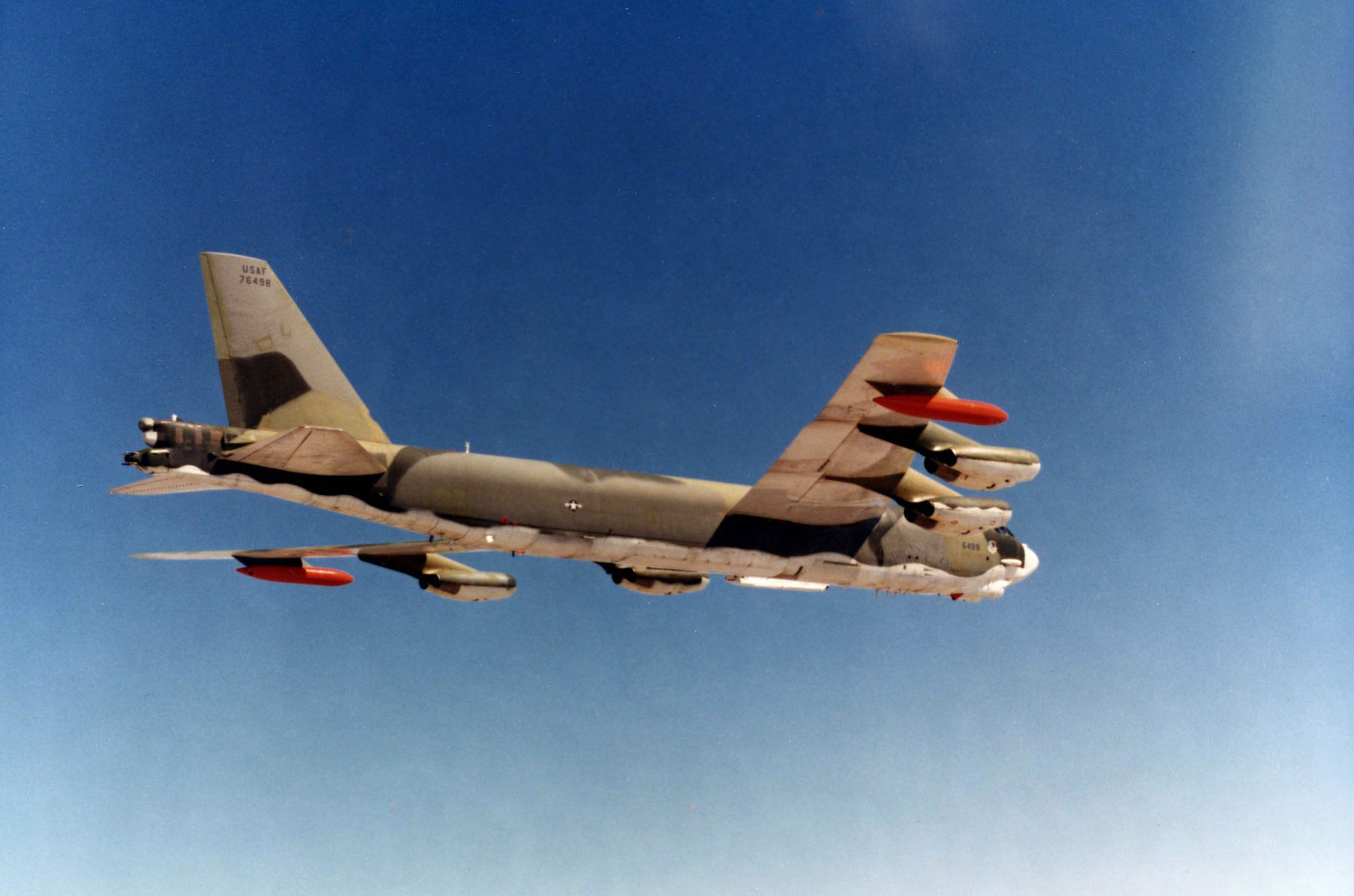
Un B-52G similar al de l'accident de Thule.

L'avió transportava a quatre bombes d'hidrogen durant una missió d'alerta per la Badia de Baffin a l'Operació Chrome Dome quan el foc a la cabina de pilotatge va obligar a la tripulació a abandonar l'aeronau abans que poguessen fer un aterratge d'emergència.
Sis tripulants n'eixiren sense risc, però un membre que no tenia seient projectable va morir mentre intentava escapar de l'aeronau. L'avió es va estavellar al gel prop de la base aèria de Thule, a la badia de Thule, a Groenlàndia, fent que la càrrega de ruptura d'armes nuclears, que duia produí una contaminació radioactiva. L'accident provocà la dispersió de fragments polvoritzats de plutoni i altres materials radioactius al llarg d'una franja de cent metres a banda i banda de la zona d'impacte de l'aeronau.
Els Estats Units i Dinamarca dugueren a terme una operació de recuperació i neteja. Les missions de l'Operació Chrome Dome es van suspendre immediatament després de l'incident, posant en relleu els errors de seguretat i missions de risc polític. Els procediments de seguretat van ser revisats i una sèrie d'explosius més estables desenvolupats.